# Blak Twang
Tony Olabode, känd under artistnamnet Blak Twang, är en brittisk rappare uppväxt upp i Lewisham, London. Han är en av de ledande personerna inom brittisk hiphop. Hans debutsingel var "What Goin' On" som släpptes 1995.
Blak Twang, som även använder sig av pseudonymerna Taipanic och Tony Rotton, bor för närvarande i Shirley, Croydon.

## Diskografi
- 1997: 19 Long Time
- 2002: Kik Off
- 2005: The Rotton Club